# Подорожник Корнута
Подорожник Корнута (лат. Plantago cornuti)  — вид рода Подорожник (Plantago) семейства Подорожниковые (Plantaginaceae).

## Ботаническое описание
Гемикриптофит. Многолетнее травянистое растение, образующее розетку. Корень стержневой; корневая система — придаточная, преимущественно включает в себя втягивающие корни. Листья 5—20 см длиной и 3—9 см шириной, широкие, толстоватые, яйцевидные, в нижней части иногда с зубцами, сверху либо голые, либо рассеяно-опушенные.
Прицветники бурые, волосистые, в 2—2,5 раза меньше чашечки. Соцветие  — прямостоячий опушенный колос высотой 20—60 см. Венчик голый, около 1,5 мм длиной. Цветёт в июле, а плодоносит в августе. Плод  — четырёхгнёздная эллиптическая коробочка. Семена эллиптические,
тёмноокрашенные.

## Экология и распространение
Встречается небольшими популяциями. Галофит. Обитает на засоленных лугах.
Древнесредиземноморский вид. Встречается на Кавказе, Сибири, Средней и Малой Азии, Восточной Европы.

## Охранный статус
Занесён в Красные книги Липецкой, Самарской областей, Татарстана. Отмечен на территориях ряда особо охраняемых природных территорий России.
Исчезает в связи с ограниченным числом подходящих мест обитания.
Решением Луганского областного совета № 32/21 от 3 декабря 2009 года включён в «Список регионально редких растений Луганской области».